# كيم خان زكي
كيم خان زكي (بالإنجليزية: Kim Khan Zaki)‏ هو مدرب شخصي سنغافوري، ولد في 4 سبتمبر 1982.

## وصلات خارجية
- كيم خان زكي على موقع IMDb (الإنجليزية)